# Lista portów lotniczych w Macedonii Północnej
Lista portów lotniczych w Macedonii Północnej, podzielona pod względem lokalizacji.
| Miasto                  | ICAO | IATA | Port lotniczy                  |
| ----------------------- | ---- | ---- | ------------------------------ |
| Lotniska Międzynarodowe |      |      |                                |
| Ochryda                 | LWOH | OHD  | Port lotniczy Ochryda          |
| Skopje                  | LWSK | SKP  | Port lotniczy Skopje           |
| Lotniska Krajowe        |      |      |                                |
| Bitola                  | LW74 |      | Port lotniczy Łogowardi        |
| Brazda                  |      |      | Port lotniczy Stenkowec Brazda |
| Dołneni                 | LW69 |      | Port lotniczy Dołneni          |
| Kumanowo                | LW67 |      | Port lotniczy Kumanowo         |
| Mawrowica               |      |      | Port lotniczy Mawrowica        |
| Negotino                | LW72 |      | Port lotniczy Negotino         |
| Prilep                  | LW66 |      | Port lotniczy Prilep           |
| Srpci                   |      |      | Port lotniczy Srpci            |
| Sweti Nikole            | LW71 |      | Port lotniczy Sweti Nikole     |
| Wełes                   | LW70 |      | Port lotniczy Wełes            |
| Sztip                   | LW73 |      | Port lotniczy Sztip            |